# Milena Agudelo
Milena Jazmin Agudelo (ur. 15 kwietnia 1985) – kolumbijska lekkoatletka specjalizująca się w skoku o tyczce. Czterokrotna medalistka seniorskich mistrzostw Ameryki Południowej, złota i srebrna medalistka mistrzostw Ameryki Środkowej i Karaibów, medalistka mistrzostw ibero-amerykańskich, złota medalistka igrzysk boliwaryjskich i igrzysk Ameryki Środkowej i Karaibów. Wielokrotna medalistka mistrzostw Ameryki Południowej w kategoriach wiekowych U23, U20 oraz U18.

## Przebieg kariery
W 2000 roku wywalczyła 4. miejsce na mistrzostwach Ameryki Południowej do lat 20, rok później zaś zdobyła pierwszy medal międzynarodowej imprezy lekkoatletycznej – srebro igrzysk boliwaryjskich w Ambato. W 2002 roku została złotą medalistką mistrzostw Ameryki Południowej juniorów młodszych, jak również złotą medalistką igrzysk Ameryki Środkowej i Karaibów – w obu zwycięskich występach bijąc rekordy poszczególnych imprez. W 2003 roku wywalczyła pierwszy z czterech medali południowoamerykańskiego czempionatu, natomiast rok później wystartowała w mistrzostwach świata juniorów w Grosseto, na których odpadła w eliminacjach, nie zaliczając przy tym żadnej próby.
W 2005 roku obroniła złoty medal igrzysk boliwaryjskich. Trzy lata później zdobyła jedyny w karierze tytuł mistrzyni Ameryki Środkowej i Karaibów. Ostatnim wywalczonym przez Agudelo krążkiem podczas międzynarodowej imprezy lekkoatletycznej był brązowy medal mistrzostw Ameryki Południowej w Cartagena de Indias (2013). Po raz ostatni w zawodach lekkoatletycznych wystąpiła w listopadzie 2019 roku podczas rozgrywanych w Cartagena de Indias igrzysk narodowych, na których wywalczyła srebrny medal.

## Osiągnięcia
| Rok     | Zawody                                             | Miasto              | Miejsce | Wynik  |
| ------- | -------------------------------------------------- | ------------------- | ------- | ------ |
| 2000    | Mistrzostwa Ameryki Południowej juniorów           | Bogota              | 4.      | 3,50   |
| 2001    | Mistrzostwa świata juniorów młodszych              | Debreczyn           | 7. H    | 3,20   |
| 2001    | Igrzyska boliwaryjskie                             | Ambato              | srebro  | 3,40   |
| 2001    | Mistrzostwa Ameryki Południowej juniorów           | Santa Fe            | 6.      | 3,40   |
| 2001    | Mistrzostwa panamerykańskie juniorów               | Santa Fe            | 10.     | 3,20   |
| 2002    | Mistrzostwa Ameryki Południowej juniorów młodszych | Asunción            | złoto   | 3,90   |
| 2002    | Igrzyska Ameryki Środkowej i Karaibów              | San Salvador        | złoto   | 3,90   |
| 2003    | Mistrzostwa Ameryki Południowej juniorów           | Guayaquil           | srebro  | 3,80   |
| 2003    | Mistrzostwa Ameryki Południowej                    | Barquisimeto        | brąz    | 4,00   |
| 2003    | Mistrzostwa panamerykańskie juniorów               | Bridgetown          | 5.      | 3,80   |
| 2004    | Młodzieżowe mistrzostwa Ameryki Południowej        | Barquisimeto        | złoto   | 3,90   |
| 2004    | Mistrzostwa świata juniorów                        | Grosseto            | NH H    | N/A    |
| 2004    | Mistrzostwa ibero-amerykańskie                     | Huelva              | brąz    | 4,20   |
| 2005    | Mistrzostwa Ameryki Południowej                    | Cali                | brąz    | 4,00   |
| 2005    | Igrzyska boliwaryjskie                             | Armenia             | złoto   | 4,21 · |
| 2006    | Igrzyska Ameryki Środkowej i Karaibów              | Cartagena de Indias | 4.      | 3,85   |
| 2006    | Mistrzostwa Ameryki Południowej                    | Tunja               | 5.      | 3,90   |
| 2006    | Młodzieżowe mistrzostwa Ameryki Południowej        | Buenos Aires        | srebro  | 4,10   |
| 2007    | Mistrzostwa Ameryki Południowej                    | São Paulo           | 5.      | 3,90   |
| 2008    | Mistrzostwa Ameryki Środkowej i Karaibów           | Cali                | złoto   | 4,10   |
| 2009    | Mistrzostwa Ameryki Południowej                    | Lima                | 5.      | 4,00   |
| 2009    | Igrzyska boliwaryjskie                             | Sucre               | srebro  | 4,00   |
| 2010    | Igrzyska Ameryki Środkowej i Karaibów              | Mayagüez            | brąz    | 3,90   |
| 2011    | Mistrzostwa Ameryki Południowej                    | Buenos Aires        | brąz    | 3,90   |
| 2011    | Mistrzostwa Ameryki Środkowej i Karaibów           | Mayagüez            | srebro  | 3,95   |
| 2013    | Mistrzostwa Ameryki Południowej                    | Cartagena de Indias | brąz    | 3,90   |
| Źródło: |                                                    |                     |         |        |

W latach 2003-2013 zdobyła sześć tytułów mistrzyni kraju.

## Rekordy życiowe
Rekord życiowy zawodniczki to 4,21 m i został on ustanowiony 19 sierpnia 2005 roku w kolumbijskim mieście Armenia. Był to też rekord Kolumbii, który został 8 sierpnia 2019 roku poprawiony przez Stefany Castillo (tegoż dnia zaliczyła wysokość 4,25 m).